# Азия и Африка сегодня
Журнал «Азия и Африка сегодня» (до марта 1961 года — «Современный Восток») — советский и российский научный журнал, посвящённый изучению Азии и Африки. Журнал включён в список изданий, рекомендованных ВАК для публикаций на соискание учёных степеней кандидата и доктора наук. Входит в базу Russian Science Citation Index на платформе Web of Science, в международную базу данных EBSCO Publishing и в РИНЦ. Журнал выпускается издательством «Наука».

## История
Издание было учреждено в июле 1957 года Академией наук СССР. Ныне издаётся Российской академией наук (Отделение историко-филологических наук РАН) и её отраслевыми подразделениями — Институтом Африки и Институтом востоковедения.
В 2007 году вышел 600-й по счёту номер журнала. Обычно содержит в себе около 80 страниц.
С октября 2015 года журнал начал издаваться на арабском языке в Египте под названием «Асия ва Ифрикия аль-яум».
Главные редакторы: д.и.н. И. И. Потехин (1957—1961), акад. Б. Г. Гафуров (1961—1974), член-корр. АН СССР Г. Ф. Ким (1974—1989), член-корр. РАН М. С. Капица (1989—1995), В. К. Тураджев (1996—1997, и. о.), акад. А. М. Васильев (с 1998).

## Тематика
Публикует статьи и обзоры о истории и культуре стран Азии и Африки, а также о современных внутренних проблемах в регионе. Как правило, авторами статей являются узкие специалисты по одному из регионов афро-азиатского мира.
На страницах журнала публикуются интервью, корреспонденции, и другие материалы о международных отношениях, политических, экономических и социальных процессах. Авторами являются в том числе и ведущие ученые-востоковеды и африканисты России. Публикуются также отечественные и зарубежные политические и общественные деятели, а также писатели, работники культуры, известные журналисты-международники.
Журнал повествует о важнейших событиях научной жизни — международных конференциях ученых-востоковедов, а также о симпозиумах, научных обменах, экспедициях и т. д. Публикуются обзоры литературы, рецензии на книги, выставки, кинофильмы, письма читателей.

## Редакционная коллегия
В состав редколлегии входят: член-корр. РАН И. О. Абрамова, д.и.н. В. Я. Белокреницкий, д.пол.н. Л. В. Гевелинг, акад. А. Б. Давидсон, к.филос.н. А. В. Денисов (отв. секретарь), д.и.н. А. З. Егорин, член-корр. РАН В. А. Мельянцев, д.и.н. Д. В. Мосяков, В. С. Окулов (зам. главного редактора), д.фил.н. С. В. Прожогина, к.и.н. О. И. Тетерин (первый зам. главного редактора), член-корр. РАН Л. Л. Фитуни, к.и.н. Т. Л. Шаумян, д.и.н. В. Г. Шубин.